# 张远谋
张远谋（1918年—1996年），原名张诒孙，男，湖南长沙人，中华人民共和国政治人物，曾任中国民主同盟中央委员会常务委员，第六、七届全国政协委员。

## 家庭
父亲张辉瓒，母亲朱信芳。